# Hesperonychus elizabethae
Hesperonychus elizabethae (il cui nome significa "artiglio occidentale") era un piccolo dinosauro teropode appartenente alla famiglia Dromaeosauridae, vissuto nel Cretacico superiore (tra Santoniano e Campaniano, 84,9-70,6 milioni di anni fa), in quella che oggi è la Formazione Dinosaur Park, in Alberta (Canada).

## Descrizione
Il genere Hesperonychus contiene una sola specie, Hesperonychus elizabethae, chiamata così in onore della paleontologa che nel 1982 rinvenne l'olotipo (UALVP 48778), una cintura pelvica parziale. Il fossile tuttavia non fu descritto fino al 2009. In seguito furono poi scoperte altre resti che potrebbero appartenere a Hesperonychus (alcune piccole ossa dei piedi tra cui il famoso “artiglio a falce”). Nonostante le piccole dimensioni, le ossa pubiche erano fuse insieme (caratteristica tipica degli esemplari adulti), cosa che testimonia che l'esemplare non rappresentava un individuo immaturo di una specie conosciuta. Gli scienziati hanno affermato che l'intero animale era lungo meno di un metro e il suo peso si aggirava sui 1,9 chilogrammi circa, il che lo rende uno tra i dinosauri carnivori nordamericani più piccoli. l'Alvarezsauride Albertonykus era più piccolo sebbene fosse probabilmente un insettivoro.

## Classificazione
L'analisi filogenetica ha stabilito che Hesperonychus era un membro della sottofamiglia Microraptorinae, un gruppo di piccoli dinosauri carnivori diffusi quasi esclusivamente nel continente asiatico:

## Paleobiologia
I Microraptorini sono noti per le loro piccole dimensioni e, in alcuni casi, per la loro capacità di volare o planare. Probabilmente Hesperonychus non aveva capacità avicole anche se indubbiamente era ricoperto di piume. La scoperta di Hesperonychus è importante poiché, oltre ad estendere l'areale dei Microraptorini sino in America, riempie una nicchia ecologica di cui il Nord America era privo: l'ecosistema nordamericano era infatti considerato privo di piccoli dinosauri carnivori spazzini. Probabilmente questo piccolo animale si nutriva di piccoli animali come lucertole e rane, non disdegnando qualche volta anche carogne. Si presume anche che subisse una sorta di competizione con alcuni mammiferi dell'epoca, come Alphadon e Eodelphis.